# البنك التجاري الفلسطيني
البنك التجاري الفلسطيني (PCB) هو بنك فلسطيني سابق، كان يقع مقره الرئيسي في رام الله، وكان أول مصرف محلي في عهد السلطة الوطنية الفلسطينية، أُدمج مع بنك فلسطين عام 2016.
في عام 1992م تم تأسيس المصرف، أُنشئَ له خمس فروع أخرى: فرعان في رام الله، وفرع في غزة ونابلس بالإضافة لفرعه في العيزرية.

## دمجه مع بنك فلسطين
في عام 2016 م، تمت مناقشة مشروع دمج اختياري للبنك التجاري الفلسطيني مع بنك فلسطين ، وفي شهر مارس من نفس العام، وافقت الجمعية العمومية لبنك فلسطين على الدمج ، والأسهم سيتم احتسابها بثلاث أسهم من البنك التجاري الفلسطيني تعادل سهم واحد من بنك فلسطين، مع نقل كافة تراخيص الفروع والمكاتب ليتبع بنك فلسطين .
اعتباراً من الأحد 18 سبتمبر 2016، أصبحت فروع البنك التجاري مملوكة وتابعة لبنك فلسطين وقد تم نقل المحفظة البنكية وكافة الموجودات، و قُدرت الأسهم التي تم استحواذها ب10.01 مليون سهم لصالح بنك فلسطين، و تمت عملية الاشراف من قِبَل سلطة النقد الفلسطينية 

## انظر ايضًا
- اقتصاد فلسطين
- بنك فلسطين